# Parafia św. Wawrzyńca w Łomnicy
Parafia Świętego Wawrzyńca w Łomnicy – parafia rzymskokatolicka, znajdująca się w archidiecezji poznańskiej, w dekanacie zbąszyńskim.